# Rangnummer (statistiek)
In de statistiek is het rangnummer van een element {\displaystyle X_{i}} in een steekproef {\displaystyle X_{1},\ldots ,X_{n}} van grootheden die kunnen worden geordend, dus van ten minste ordinale schaal, de plaats die {\displaystyle X_{i}} inneemt in de geordende steekproef {\displaystyle X_{(1)}<\ldots <X_{(n)}}. Staat {\displaystyle X_{i}} in de rangschikking op de {\displaystyle k}-de plaats, dan is {\displaystyle k} het rangnummer van {\displaystyle X_{i}}. Het rangnummer van {\displaystyle X_{i}} wordt wel genoteerd als {\displaystyle r(X_{i})} of als er geen verwarring mogelijk is als {\displaystyle r_{i}}. Er geldt dus:
{\displaystyle X_{i}=X_{(r_{i})}}, of anders gezegd {\displaystyle k=r_{i}}.
In een realisatie van een steekproef liggen de gemeten waarden, dus ook hun rangnummers vast. Het rangnummer {\displaystyle r(X_{i})} van de stochastische variabele {\displaystyle X_{i}} daarentegen is ook een stochastische variabele, omdat het rangnummer afhankelijk is van de waarde van {\displaystyle X_{i}}. Daarmee komt vanzelf de vraag naar de kansverdeling op van een rangnummer en de simultane verdeling van twee of meer rangnummers.
In de bovenstaande definitie is ervan uitgegaan dat alle gegevens verschillend zijn. Een probleem ontstaat als er onder de gegevens gelijke voorkomen, een zogenaamde knoop. Het is dan gebruikelijk alle individuele gegevens in de knoop als rangnummer eenzelfde getal toe te kennen dat het gemiddelde is van de rangnummers die bij de elementen van de knoop zouden passen.

## Voorbeeld
De ongeordende uitkomst van een steekproef van omvang 10 is
| {\displaystyle i}     | 1     | 2     | 3     | 4     | 5     | 6     | 7     | 8     | 9     | 10    |
| {\displaystyle x_{i}} | 0,163 | 0,190 | 0,169 | 0,178 | 0,187 | 0,167 | 0,175 | 0,162 | 0,164 | 0,177 |
Rangschikking naar grootte levert:
| {\displaystyle i}     | 8     | 1     | 9     | 6     | 3     | 7     | 10    | 4     | 5     | 2     |
| {\displaystyle r_{i}} | 1     | 2     | 3     | 4     | 5     | 6     | 7     | 8     | 9     | 10    |
| {\displaystyle x_{i}} | 0,162 | 0,163 | 0,164 | 0,167 | 0,169 | 0,175 | 0,177 | 0,178 | 0,187 | 0,190 |

## Toepassing
Sommige statistische toetsen en grootheden zijn gebaseerd op de rangnummers. Voorbeelden daarvan zijn:
- Kendalls tau
- Kruskal-Wallistoets
- Mann-whitneytoets
- Rangtekentoets
- Spearmans rangcorrelatiecoëfficiënt
- Wilcoxontoets